# Bouranton
Bouranton település Franciaországban, Aube megyében. Lakosainak száma 623 fő (2022. január 1.). Bouranton Laubressel, Mesnil-Sellières, Thennelières és Villechétif községekkel határos.

## Népesség
A település népességének változása:
| Lakosok száma | 186  | 440  | 475  | 492  | 544  | 563  | 572  | 594  | 603  | 623  |
|               | 1968 | 1982 | 1990 | 2006 | 2013 | 2015 | 2017 | 2019 | 2020 | 2022 |